# صفط اللبن
صفط اللبن (به عربی: صفط اللبن) یک منطقهٔ مسکونی در مصر است که در استان جیزه واقع شده‌است.